# Majdan Leśniowski
Majdan Leśniowski – wieś w Polsce położona w województwie lubelskim, w powiecie chełmskim, w gminie Leśniowice.
W latach 1975–1998 miejscowość administracyjnie należała do województwa chełmskiego. 
Wieś jest sołectwem w gminie Leśniowice. Według Narodowego Spisu Powszechnego z roku 2011 wieś liczyła 368 mieszkańców i była drugą co do liczby ludności miejscowością gminy.
W miejscowości znajduje się polskokatolicki kościół parafialny pw. Narodzenia Najświętszej Maryi Panny i św. Antoniego. Parafia powstała w roku 1928.

## Historia
Pierwsza informacja pisana na temat miejscowości pochodzi z 1796 r. Ówczesna nazwa – Maydan Leśniowicki. Nazwa wsi Majdan Leśniowski używana jest od 1921 r.. Według Słownika geograficznego Królestwa Polskiego z roku 1884, Majdan  Leśniewiecki wieś w powiecie chełmskim, gminie Rakołupy, parafii Kumów.